# 錦織教久
錦織 教久（にしごり ゆきひさ / のりひさ）は、幕末の公家、明治期の裁判官・宮内官・政治家・華族。貴族院子爵議員。

## 経歴
山城国京都で刑部卿・錦織久隆の息子として生まれる。父の隠居に伴い、1882年（明治15年）5月27日に家督を相続。1884年（明治17年）7月8日、子爵を叙爵した。
安政3年5月（1856年6月）元服して昇殿を許された。以後、中務大輔、淑子内親王家執事、宮中祗候などを歴任。1880年（明治13年）判事補に任官。以後、大阪裁判所判事補、堺治安裁判所長、大審院書記、群馬県属、宮内省御用掛、青山御所祗候、英照皇太后御霊前奉仕斎官、英照皇太后御一周年御霊前斎官などを務めた。
1897年（明治30年）7月10日、貴族院子爵議員に選出され、死去するまで在任した。

## 系譜
- 父：錦織久隆
- 母：不詳
- 妻：須賀子（松木宗有二女、離縁）・茂登子（黒田長元四女、離縁）・峯（添川平長長女、離縁）・文子（藪実方長女）[1]
- 長男：錦織栄久（子爵、農業技師）[1][6]
- 妹：錦織隆子（典侍）[1]
- 弟：土御門晴榮（土御門晴雄養子）[1]